# Pedra do Guindaste (Macapá)
A Pedra do Guindaste ou Monumento São José é um monumento localizado em frente à cidade de Macapá, ao lado do Trapiche Eliezer Levy, cerca de 300 metros da margem do rio Amazonas. Inaugurada em 1958 (como monumento), a pedra original foi derrubada pela colisão de um barco em 1973. Em seu lugar foi construído um bloco de concreto e sobre ele foi colocada uma imagem de São José, padroeiro da cidade.
A pedra servia de atracadouro para barcos, até ser substituído pelo trapiche na década de 1940.

## História
No passado, a Pedra do Guindaste teve como finalidade servir de alvo aos exercícios de tiro dos soldados, ao lado norte da Fortaleza de São José.

### Períodos primórdios
Em setembro de 1931, estando exercendo suas atividades na Promotoria Pública do Pará, o Dr. Otávio Meira foi designado para vistoriar todos os cartórios, juizados e prefeituras de Belém até Mazaganópolis, sede do município de Mazagão. Os municípios de Macapá e Mazaganópolis estavam sob jurisdição do Estado do Pará. Ainda não havia sido construído o trapiche da cidade, na maré alta os barcos com menor calado podiam entrar no Igarapé do Igapó ou Bacaba, mas o mesmo não acontecia com os navios, que fundeavam. Tornava-se mais prático aguardar a maré baixa, que deixava inteiramente à mostra a Pedra do Guindaste. Em algumas oportunidades, quando a maré estava alta e as águas calmas, usava-se uma embarcação tipo barcaça para receber as cargas dos navios. Devido aos termos do seu relatório, que o Interventor Federal Magalhães Barata liberou verbas para a construção do primeiro trapiche de Macapá em 1932.

### Confecção da imagem de São José
Em 1969 teve início das confecções para a concepção de uma imagem de São José, padroeiro de Macapá e seu assentamento na Pedra do Guindaste. Sem alardes, as partes interessadas, envolvendo Dom José Maritano, Bispo Prelado de Macapá e o Governador do Amapá, General Ivanhoé Gonçalves Martins, tomaram todas as providências cabíveis. Ninguém contestou o fato de a imagem não carregar o Menino Jesus nos braços e ficar de frente para o rio Amazonas. A imagem foi esculpida pelo luso-brasileiro Antônio Pereira da Costa.

### Acidente com a Pedra do Guindaste
Na noite do dia 23 de setembro de 1973, o navio Domingos Assmar, que fazia linha fluvial entre Macapá-Belém foi arremessado contra a pedra, quebrando-a e lançando nas águas do rio. O proprietário da embarcação Antônio Assmar assumiu os ônus pelo restauro da imagem e a construção de uma pilastra de concreto, para substituir a Pedra do Guindaste. O escultor Antônio Pereira fez a recuperação da imagem. Para erigir a pilastra foi contratada a firma Platon Engenharia e Comércio, então capitaneada por Clarck Charles Platon.

## Lendas
Existem muitas lendas em torno da Pedra do Guindaste, que ao longo dos tempos vêm servindo de inspiração a muitos poetas e pintores regionais.
- Lenda da Cobra Grande: Moradores do antigo Igarapé das Mulheres afirmam existir na pedra uma cobra grande, com dimensões ainda não calculadas, que na maré de reponta - quando a água do rio não está na cheia e nem na vazante - sai dali para tomar água, de maneira que a mesma nunca conseguiu cobrir a pedra. Se alguém ou alguma autoridade remover a pedra, a cidade inundará.
- Lenda da Índia: Havia na tribo Tucuju uma índia bonita e apaixonada por um índio que saía todas as manhãs em busca de alimentos. Quando ele saía, a namorada acompanhava-o até a praia e lá ficava o dia todo, até o pôr do sol, na Lagoa dos Índios. Num certo dia o índio saiu cedo e não voltou, a índia continuou esperando até a noite. Acocorou-se e chorou a noite toda, dias e dias, e lá morreu. No lugar de suas lágrimas nasceu a pedra com formato de corpo de mulher, que mais tarde, muitos anos depois passaram a ser conhecida como Pedra do Guindaste.

## Restauro
As constantes erosões do rio Amazonas e a falta de manutenção ameaçam a base da estátua. Em 2017 o governo do Amapá anunciou que fará reformas no monumento, como a construção de um acesso e a revitalização da imagem.

### Acesso à Pedra pelo Trapiche
Após consulta popular, será a construção de uma passarela de acesso à Pedra do Guindaste através do Trapiche Eliezer Levy. A proposta deve seguir um projeto da Associação Comercial e Industrial do Amapá (Acia). 
A ideia teria surgido após o ex-presidente da Acia, Altair Pereira perceber que a imagem original estava deteriorada em razão do tempo e que, devido ao tamanho, a visão não é privilegiada de quem olha da orla.

### Imagem de São José ampliada
A nova imagem terá aproximadamente três metros de altura e está sendo confeccionada pelo artista plástico maranhense Lindomar Plácido da Costa. Mais robusta, a estátua é feita essencialmente de gesso e cimento e pesa quase uma tonelada.
A Acia solicitou do governo a realização da reforma e o aumento de tamanho, em, pelo menos, mais de 1 metro, do cilindro de concreto conhecido como Pedra do Guindaste, e ainda, a construção de uma nova estátua de São José, de frente para a cidade.

## Ver Também
- Cidade de Macapá
- Trapiche Eliezer Levy
- Turismo em Macapá
- História do Amapá